# Marian Chace
Marian Chace (31 de octubre de 1896 - 19 de julio de 1970) es una de las fundadoras de danzaterapia junto con Mary Whitehouse entre otras. 

## Danzaterapia
La danzaterapia es una terapia que se encuentra englobada bajo el término de Terapia artística junto con otras que también utilizan las artes como proceso curativo. Estudió danza moderna y coreografía con Ted Shawn y Ruth St. Denis en la Denishawn School of Dance y comenzó a trabajar como bailarina. 
Ella creía en la interrelación cuerpo-mente por la influencia del trabajo de Carl Jung. Comenzó a enseñar en Washington D.C y notó que algunos de sus estudiantes estaban más interesados en la expresión de las emociones que en la técnica de la danza, y empezaron a trabajar esto en sus clases. Sus estudiantes reportaron sentimientos de bienestar que suscitaron la atención de los médicos locales, algunos de los Institutos Nacionales de Salud, y éstos enviaron a algunos de sus pacientes a sus clases. 
Su enfoque incluyó el cuerpo activo, el simbolismo, la relación de movimiento terapéutico y la actividad de grupo rítmico. Finalmente se unió a la plantilla de personal del hospital St. Elizabeth en el sureste de Washington D. C. y más adelante estudió en la Escuela de Psiquiatría de Washington. Chace comenzó a enseñar en escuelas y hospitales que abogaban y daban conferencias sobre los beneficios terapéuticos de la danza y el movimiento corporal. Trabajó durante varios años con los pacientes de Chestnut Lodge en Rockville, MD. En los años 60 fundó un programa de entrenamiento para los terapeutas de la danza de Nueva York. En 1966 fundó la Asociación de danzaterapia americana y se convirtió en su primera presidenta.